# 江口崖墓
江口崖墓位於四川省眉山市彭山区江口鎮等地，文物遺址年代判定為漢代。1956年8月16日公佈為四川省第一批歷史及革命文物保護單位。1980年7月7日重新公佈為四川省第一批文物保護單位。2001年6月25日列為第五批全國重點文物保護單位。2006年，位于江渎乡的江渎崖墓列为第六批全国重点文物保护单位，并入江口崖墓。
江口崖墓以彭山区江口镇梅花村为中心，在周围30.4平方公里均有不同程度的分布。江口崖墓现存清理出的崖墓有4580座。现已成立江口汉崖墓博物馆对外展示。